# Epipactis microphylla
Epipactis microphylla es una especie de orquídea perteneciente a la familia Orchidaceae que se distribución  mediterránea en Europa desde España y Francia a Alemania. Llega hasta Irán y países limítrofes y en Montes de Babors en Argelia.

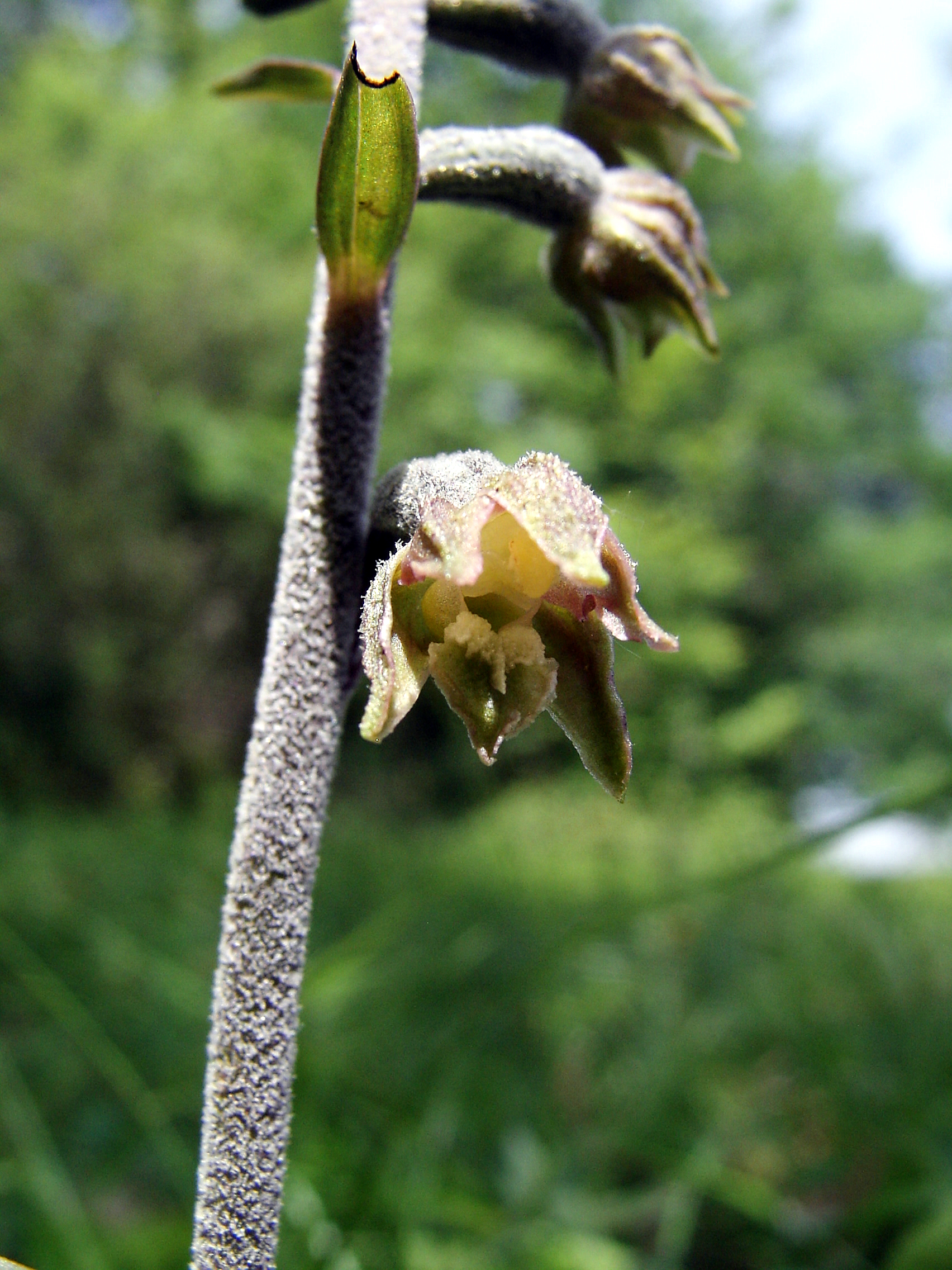
Detalle de la flor

## Descripción
Es una especie diminuta y delicada con hojas verdes glaucas, sin relevancia, por lo general peluda. Solo tiene un pequeño tallo con hojas. Las flores son pequeñas y lanceoladas  Las flores tienen un olor intenso a vainilla.

## Distribución y hábitat
Se encuentra principalmente en hayedos y robledales y es menos frecuente en bosques de coníferas.

## Taxonomía
Epipactis microphylla fue descrita por (Ehrh.) Sw. y publicado en Kongl. Vetenskaps Academiens Nya Handlingar 21: 232. 1800.
Etimología
Ver: Epipactis
microphylla: epíteto latino que significa "hoja pequeña"

Sinonimia
- Serapias microphylla Ehrh. (1785) basónimo
- Serapias latifolia var. parvifolia Pers. 1807
- Epipactis athensis Lej. 1813
- Serapias athensis (Lej.) Hocq. 1814
- Epipactis atrorubens Rostk. ex Spreng. 1826
- Epipactis intermedia Schur 1866
- Limodorum microphyllum (Ehrh.) Kuntze 1891
- Helleborine microphylla (Ehrh.) Schinz & Thell. 1908
- Amesia microphylla (Ehrh.) A.Nelson & J.F.Macbr. 1913
- Amesia monticola (Schltr.) Hu 1925[3][4][5]